# 韋巴河
54°46′3″N 17°33′2″E / 54.76750°N 17.55056°E

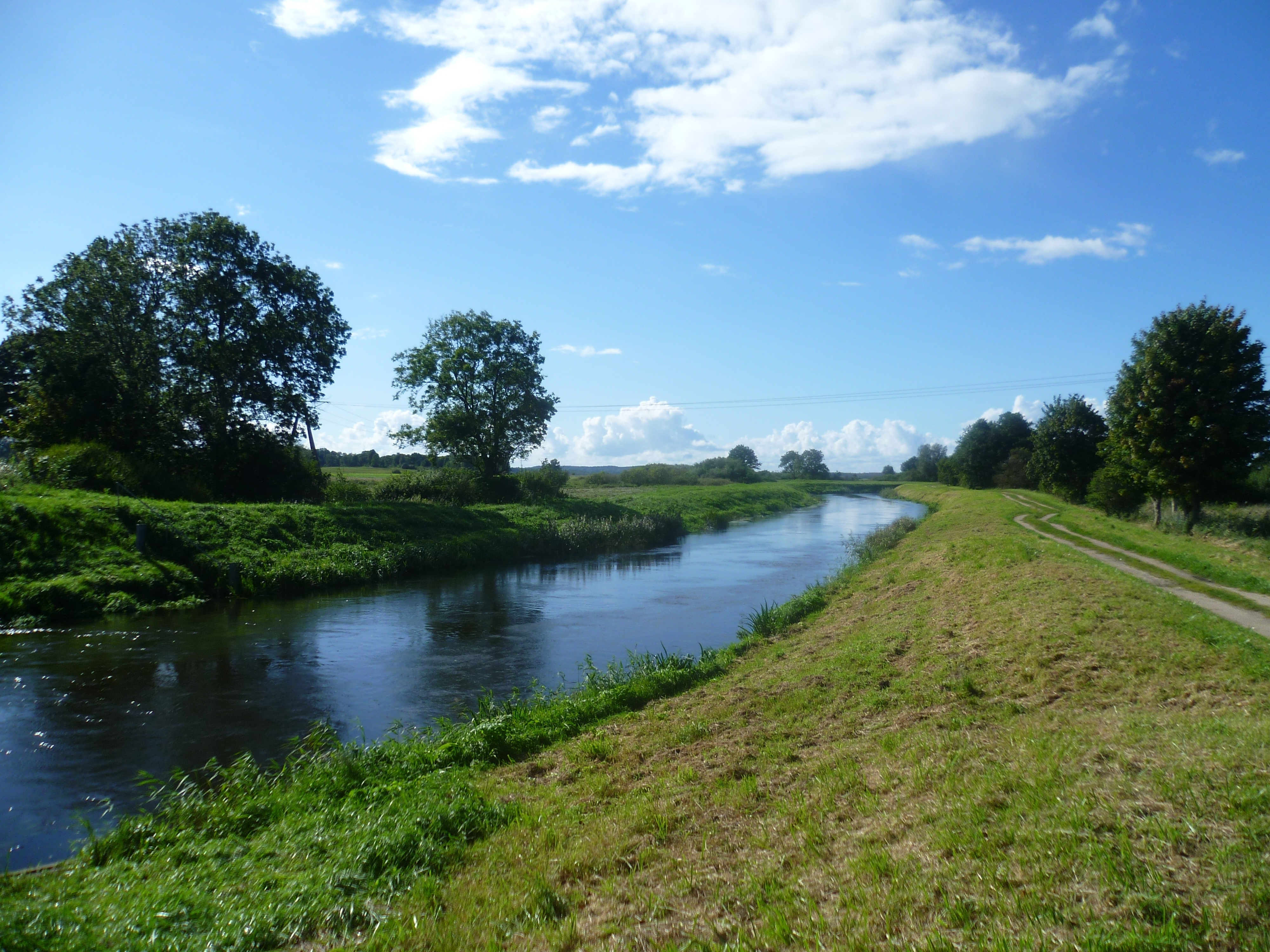

韋巴河（波兰语：Łeba）是波蘭的河流，河道全長117公里，流域面積1,801平方公里，發源自卡爾圖濟附近，流經韋巴湖，最終注入波羅的海，河畔城鎮有倫堡。